# Mirganj
Mirganj es un pueblo y nagar Panchayat situado en el distrito de Bareilly en el estado de Uttar Pradesh (India). Su población es de 17542 habitantes (2011). 

## Demografía
Según el  censo de 2011 la población de Mirganj era de 17542 habitantes, de los cuales 9144 eran hombres y 8398 eran mujeres. Mirganj tiene una tasa media de alfabetización del 57,78%, inferior a la media estatal del 67,68%: la alfabetización masculina es del 66,15%, y la alfabetización femenina del 48,62%.